# 博爾古省

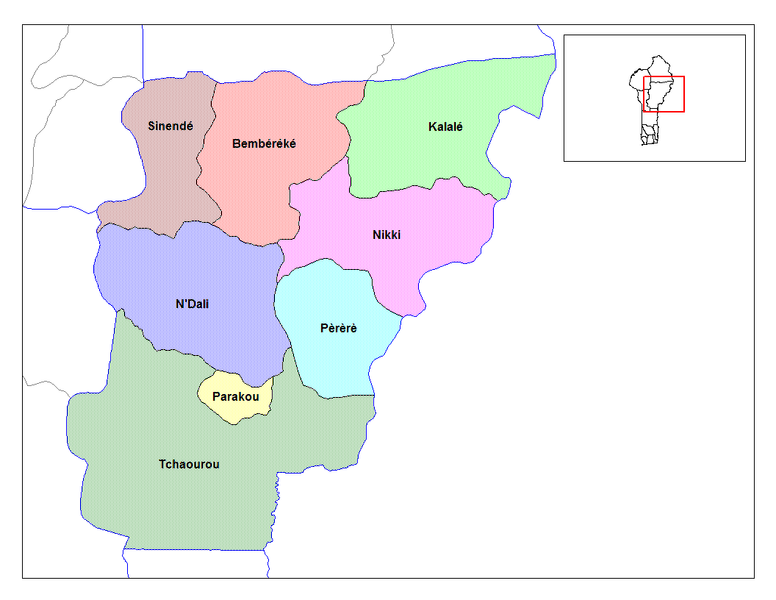
博爾古省的縣份

博爾古省是貝寧的12個省份之一，位於該國東北部，下分8縣，首府帕拉庫，北接阿黎博里省，東面是尼日利亞，南臨丘陵省，西面是峽谷省，面積25,310平方公里，2006年人口831,842。
9°21′N 2°37′E / 9.350°N 2.617°E